# Артёмов, Игорь Владимирович
И́горь Влади́мирович Артёмов (род. 2 июля 1964, Ашхабад) — российский общественный деятель, русский националист. Один из основателей общероссийского движения Русского общенационального союза (РОНС). Председатель национального совета РОНС до его запрещения. Один из основателей движения «Россия Освободится Нашими Силами» (РОНС). Лидер международного зарегистрированного движения «RONS international». Член совета Союза православных граждан России. Депутат Законодательного собрания Владимирской области третьего и четвёртого созывов. Член Координационного Совета (КС) оппозиции.

## Биография
Отец был военным родом из Хабаровского края, мать — врач, родилась в Ашхабаде. Предки отца были раскулачены и с Поволжья сосланы на Дальний Восток, отец матери уехал в Среднюю Азию из Санкт-Петербурга после прихода к власти большевиков, в дальнейшем смог стать начальником военного отдела Среднеазиатской железной дороги (в компартию так и не вступив).
В 1986 году с отличием окончил исторический факультет Туркменского государственного университета. После окончания университета работал старшим лаборантом в Институте истории АН ТССР, в 1988 году стал стажёром Института востоковедения АН СССР, в 1989 году поступил в аспирантуру этого института. В 1991 году стал кандидатом исторических наук, защитив диссертацию по специальности «Востоковедение. Источниковедение и историография».
В 1990 году выступил одним из основателей общероссийского общественного движения Русский общенациональный союз. С 1992 года — заместитель директора организации «Московский историко-политологический центр». С 1995 по 2002 год — председатель правления движения Русский общенациональный союз. В 2002 и 2004 годах работал консультантом редакции газеты «Владимирский рубеж». Председатель попечительского совета редакции общероссийского русского альманаха «Третий Рим». Член совета Союза православных граждан. До 2008 года — председатель национального совета РОНС, член политсовета партии «Народный союз» (председатель Сергей Бабурин).
В 2003 году баллотировался в депутаты Государственной думы по Владимирскому одномандатному округу, заняв второе место с 17,94 % голосов после кандидата от КПРФ Игоря Игошина (21,26 %).
С 2003 года ежегодно на несколько дней приезжал в США для чтения лекций, встреч с потомками русской эмиграции и представителями Русской зарубежной церкви.
В 2004 году Конституционный суд отклонил жалобу Артёмова на запрет российским законодательством создания партий по религиозному и этническому признаку. В 2006 году аналогичную жалобу Артёмова отклонил Европейский суд по правам человека.
Депутат законодательного собрания Владимирской области третьего и четвёртого созывов. В законодательном собрании Владимирской области входил в состав комитетов по законодательным предложениям и законности; по вопросам государственного устройства и местного самоуправления. 29 сентября 2006 году владимирские депутаты обратились к Артёмову с предложением снять с себя депутатские полномочия, обвинив его, в частности, в «оскорблении русского народа».
Издатель газеты «Владимирский Рубеж» и альманаха «III Рим». В ноябре 2012 года победил на выборах в Координационный Совет Российской оппозиции и стал его активным участником, в связи с эмиграцией его представлял Дмитрий Крвицов.
В настоящее время преследуется властями РФ по 282-й ст. УК РФ и находится в федеральном розыске. По информации СМИ, в настоящее время постоянно проживает в Нью-Джерси, США.

## Версии о побоях руководителя чеченских коммунистов
В 2005 году во время встречи лидера КПРФ Геннадия Зюганова с жителями Покрова Артёмов ударил секретаря местного обкома Союза коммунистической молодёжи РФ чеченца Магамеда Ахматова спровоцировавшего его на применение силы. По словам очевидцев и видеозаписи, Артёмов ударил Ахматова за оскорбления с его стороны, сам Ахматов отрицал факт оскорблений.

## Уголовное преследование
Весной 2010 году против Артёмова началось преследование по статье 282 УК РФ, ч. 2 ведётся следствие. Предмет обвинения — несколько журнальных публикаций на религиозную тематику. Следствие усмотрело «пропаганду религиозной исключительности православия», сам политик связывал это с успехами движения, имевшего несколько десятков местных депутатов к моменту закрытия в сентябре 2010 года. Экстремизм следствие усматривает во фразах «православная вера истинна» и «единственный путь спасения — жизнь во Христе». В защиту И. Артёмова выступил православный богослов Андрей Кураев, но сама РПЦ никак не отреагировала на это дело. Позже владимирским СК было возбуждено новое дело № 632 от 13.02.2012 г. по ч.2 ст.282.2 УК РФ (до 5 лет), по факту участия в деятельности экстремистской организации РОНС
Через три месяца после заведения уголовного дела альманах «Третий Рим», брошюра «Знамя русской победы» и другие документы авторства Артёмова были признаны экстремистскими. После этого он перешёл на нелегальное положение, в этом состоянии продержался два года. В дальнейшем перешёл российско-украинскую границу, и в американском посольстве в Киеве получил визу.

## Семья
Женат, есть два сына и дочь.